# Ateloptila
Ateloptila là một chi bướm đêm thuộc họ Geometridae.

## Các loài
- Ateloptila confusa Warren, 1900